# Pay per click
Pay per click (PPC), ”betala per klick”, är en metod för webbreklam som bygger på att man köper sökord för sin webbplats hos något av de företag som har sökmotornätverk och publicerar annonser kopplade till sökord på olika webbplatser. När användaren söker på ett specifikt sökord visas annonsköparens annons i anslutning till sökresultatet. Alla de stora söknätverken arbetar med auktionsmodeller där populärare sökord kostar mer att annonsera på än mindre populära.
Tekniken för att mäta klick på flashannonser kallas ibland för Clicktag. I motsats till en enkel bild, där länkningen sköts av HTML-kod oberoende av bilden, innehåller en flashfil en inbakad webbadress dit den länkar. Det kan innebära problem i en del situationer, då man behöver den extra flexibilitet det ger att kunna ändra adressen dit annonsen länkar, oberoende av vilken fil som används. Den de facto-standard som de stora annonsnätverken (Google, Tradedoubler, med flera) använder är att ange webbadressen utanför flashfilen via en variabel. Namnet på variabeln är "clickTAG". (Notera de små respektive stora bokstäverna.)